# Luciano Pignataro
Luciano Pignataro (Salerno, 2 giugno 1957) è un giornalista, scrittore e gastronomo italiano.

## Biografia
Laureato in filosofia, lavora come giornalista a Il Mattino, per il quale cura dal 1995 una rubrica settimanale sul vino. Nel corso della sua carriere al quotidiano di Napoli ha da sempre posto attenzione ai temi dell'agricoltura e della gastronomia con particolare riferimento al Sud. Nel 2004 crea un sito dedicato all'enogastronomia, regsitrato come testata giornalistica nel marzo 2010 presso il Tribunale di Salerno, I suoi interessi sono concentrati da sempre sul mondo del vino e dell'agricoltura sostenibile con particolare riferimento al Mezzogiorno oltre che alla ristorazione italiana. 
Nel 2008 ha vinto il premio Luigi Veronelli come miglior giornalista emergente dell'anno nel settore.
Dal 1998 al 2017 collabora con la guida I Ristoranti d'Italia pubblicata da L'Espresso.
Coordinatore per Slow Wine di Basilicata, Calabria e Campania, è stato tra i collaboratori della guida edita da Slow Food Editore sino alla edizione 2019.
Cura dal 2017 con Barbara Guerra e Albert Sapere le guide on line 50 Top Pizza e 50 Top Italy,
Ha curato dal 2018 al 2022 al supplemento food del Gazzettino di Venezia.
Dal gennaio 2020 a settembre 2021 è stato direttore responsabile del settimanale Cucina a Sud.
Il 30 maggio 2024 premiato come Giornalista italiano dell'Anno al Congresso Assoenologi di Cagliari.
Il 2 luglio 2025 ha vinto il premio Carlo Levi.

## Pubblicazioni
- Capri nella Cucina del Quisisana (Liguori, 1998),
- Guida ai Vini della Campania, (Edizioni dell'Ippogrifo, 2003 e 2006),
- Guida ai Vini della Basilicata, (Edizioni dell'Ippogrifo, 2004),
- La cucina napoletana di mare, (Newton Compton, 2005),
- Le ricette del Cilento (Edizioni dell'Ippogrifo, 2005)
- I dolci napoletani, (Newton Compton, 2008),
- 101 vini italiani da bere almeno una volta nella vita, (Newton Compton, 2010),
- Le ricette di Napoli, (Edizioni dell'Ippogrifo, 2012).
- Grandi vini a prezzi low cost  (Rizzoli-Bur, 2014)
- La cucina napoletana , (Hoepli Editore, 2016)
- La Pizza, una storia contemporanea (Hoepli Editore, 2018)
- Il Metodo Cilento. I cinque segreti dei centenari (Mondadori, 2021)
- Guida alle Pizzerie della Campania (Il Mattino, 2021, 2022, 2023 e 2024)
- Guida ai Vini dell'Irpinia e del Sannio (Il Matitno, 2024 e 2025)